# Hypothalamus-hypofyse-bijnier-as

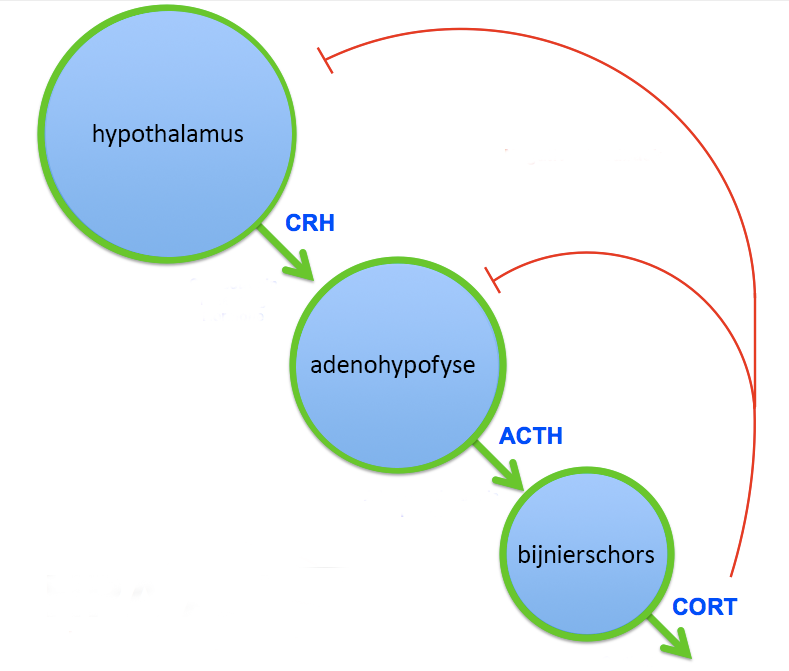
Hypothalamus-hypofyse-bijnier-as
CRH corticotropin-releasing hormone
ACTH corticotropine
CORT cortisol

De hypothalamus-hypofyse-bijnier-as (HHB-as) of stress-as, ook wel bekend onder de Engelse naam hypothalamic-pituitary-adrenal axis (HPA-as), is de interactie tussen hypothalamus, hypofyse en bijnier die een belangrijke rol speelt in de stressrespons. De hypothalamus scheidt na een stressvolle gebeurtenis corticotropin-releasing hormone (CRH) uit, dat er voor zorgt dat het voorste deel van de hypofyse, de adenohypofyse, weer corticotropine, dat is het adreno-corticotroop hormoon ACTH, uitscheidt. Deze stof zorgt er vervolgens voor dat er glucocorticoïden door de bijnierschors worden geproduceerd, zoals cortisol bij mensen of corticosteron bij verschillende soorten dieren.
De HPA-as is in vergelijking met het aanmaken van adrenaline een langzame respons op stress: het duurt ongeveer 30 minuten voordat cortisol in het bloed kan worden gemeten. Adrenaline wordt binnen enkele seconden geproduceerd.